# Юдин, Дмитрий Николаевич
Дмитрий Николаевич Юдин (род. 1971) — сотрудник советских и российских органов государственной безопасности, генерал-лейтенант.

## Биография
Дмитрий Николаевич Юдин родился 23 сентября 1971 года. После окончания средней школы поступил в Высшее военное пограничное командное училище имени Ф. Э. Дзержинского. Окончил его в 1992 году.
Служил на командных должностях в различных войсковых частях пограничных войск Федеральной службы безопасности Российской Федерации.
В 2001 году окончил Академию Федеральной пограничной службы Российской Федерации.
В 2010 году Юдин был назначен начальником Пограничного управления Федеральной службы безопасности Российской Федерации по Магаданской области. В 2013—2015 годах являлся начальником Группы пограничного сотрудничества в Белоруссии.
В 2015 году был направлен в Абхазию, где также возглавил Пограничное управление Федеральной службы безопасности Российской Федерации.
В 2021 году стал начальником Пограничного управления Федеральной службы безопасности Российской Федерации по Приморскому краю.
Награждён рядом государственных и ведомственных наград.